# Hessischer Rundfunk
Hessischer Rundfunk, també coneguda per les seves sigles HR, és l'empresa de ràdio i televisió pública del estat federat de Hessen. Va ser fundada a l'octubre de 1948.
HR forma part de l'ARD, l'organització conjunta de radiodifusores públiques d'Alemanya, des de la seva creació en 1950.
El grup gestiona sis emissores de ràdio; un canal de televisió regional i dues orquestres. A més aporta continguts als mitjans nacionals de l'ARD.

## Història

Logo fins 2004

Igual que altres institucions públiques de l'ARD, l'actual radiodifusora de Hesse té el seu origen en un organisme anterior, la «Südwestdeutsche Rundfunkdienst AG», fundada en 1923 i part de la Reichs-Rundfunk-Gesellschaft que va existir fins a 1945.
Després de la Segona Guerra Mundial, Hesse va quedar en la zona d'ocupació dels Estats Units i els nord-americans van fundar una nova ràdio que el 2 d'octubre de 1948 va ser cedida al govern de l'estat federat. L'emissora va passar a dir-se «Hessischer Rundfunk» (HR) i immediatament es va aprovar una llei de radiodifusió en la qual quedava establerta com una institució pública independent.
El traspàs de HR a les autoritats alemanyes va quedar completat el 28 de gener de 1949, amb la participació del governador militar Lucius D. Clay. A l'any següent va passar a formar part de la ARD, l'organització de radiodifusores públiques d'Alemanya Federal.
Després que en la dècada de 1950 s'inaugurés la seu central en Frankfurt del Main, la nova empresa va desenvolupar un servei amb dues emissores de ràdio, a la qual se sumaria una tercera en 1972, i la creació del primer canal de televisió regional (Hr-fernsehen) el 5 d'octubre de 1964. A més es van inaugurar estudis en Darmstadt, Fulda i Giessen (ràdio) i a Kassel i Wiesbaden (televisió) que van servir per a millorar la informació de proximitat.

## Organització

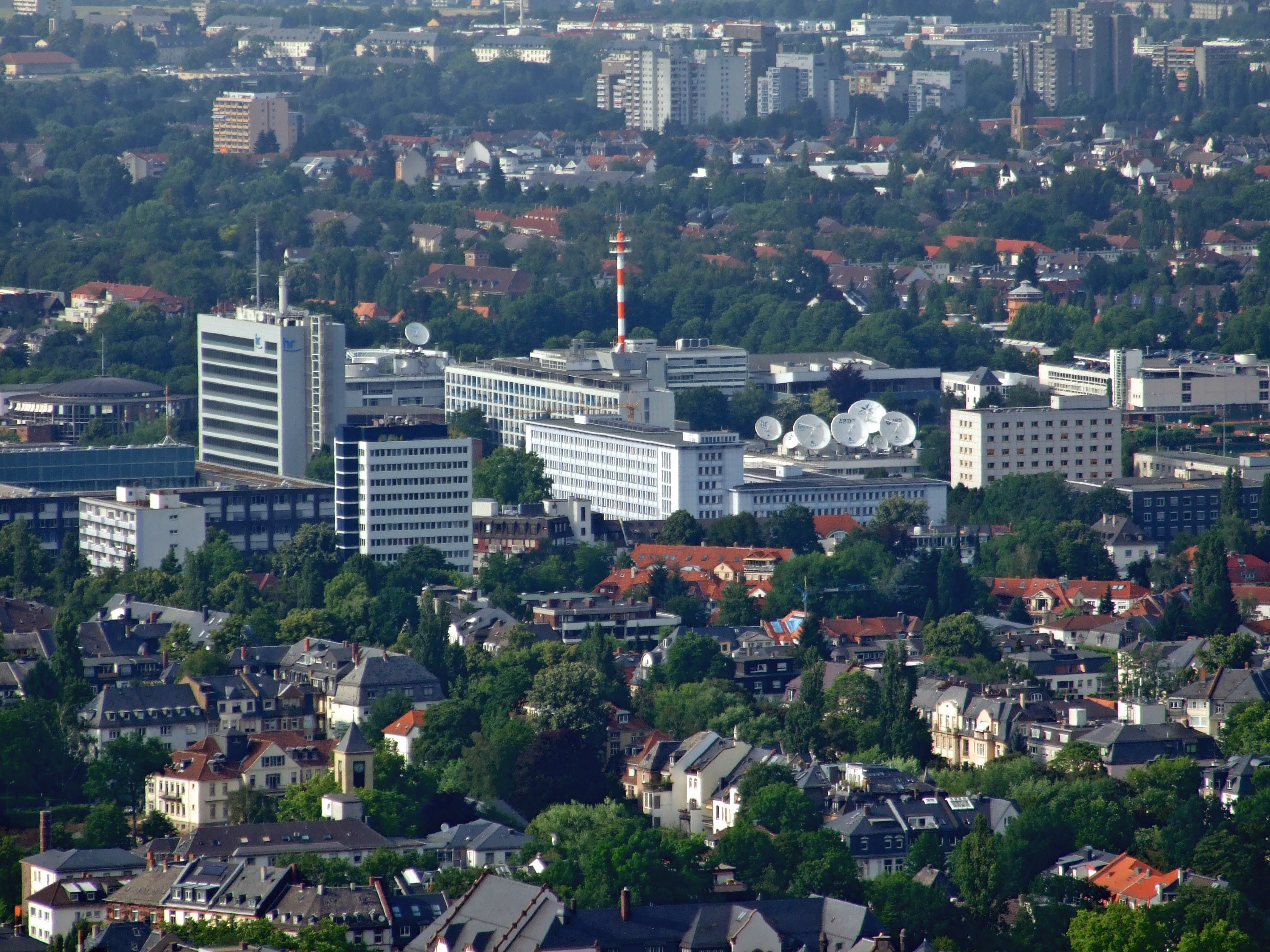
Seu de Hessischer Rundfunk a Frankfurt.

HR és una corporació de dret públic que funciona sota la Llei de Radiodifusió de Hesse (Gesetz über den Hessischen Rundfunk), promulgada el 2 d'octubre de 1948 i actualitzada en 2010. Les seves funcions estan determinades per una fundació legal, que estableix l'estructura de l'organització i els principis sota els quals ha de regir-se.
La Llei de Radiodifusió està secundada pel Contracte Estatal de Radiodifusió (Rundfunkstaatsvertrag), un acord multilateral entre els setze estats federats que regula les relacions entre les radiodifusores públiques i privades. Pel que fa al seu paper en l'ARD, formada per nou grups regionals i la internacional Deutsche Welle, HR coopera en la producció de continguts.
La seu de HR està en Frankfurt del Meno, la ciutat més poblada de Hesse. Disposa també de tres estudis regionals a Kassel, Darmstadt i Fulda, i nou delegacions en diferents ciutats de l'estat. Dins de l'estructura d'ARD, HR compta amb un despatx en la seu de l'organització a Berlín i s'ocupa de les corresponsalies de Madrid, Rabat (nord d'Àfrica), Washington D. C., Los Angeles i Nova Delhi.
A Alemanya es cobra un impost directe per al manteniment de la radiodifusió pública (ARD, ZDF i Deutschlandradio), a través de l'empresa conjunta GEZ. El pagament és obligatori per a tot aquell que tingui una ràdio, televisor o qualsevol altre aparell que rebi senyal. Cada llar va pagar 17,98 euros al mes el 2013. HR depèn dels diners que li atorgui l'ARD i destina els seus ingressos als departaments de televisió, ràdio, manteniment tècnic i despeses de gestió.

## Serveis

### Ràdio
HR disposa de sis emissores de ràdio, totes elles disponibles a través d'internet. Les cinc següents poden sentir-se en freqüència modulada:
- hr1: Emissora generalista amb programes informatius, magazins d'actualitat i música contemporània. Fins a 2004 es dedicava en exclusiva a la informació. Va començar a emetre el 28 de gener de 1949.
- hr2-kultur: Ràdio cultural i de música clàssica que a més ofereix els concerts de les orquestres de HR. Va ser fundada el 15 d'octubre de 1950.
- hr3: Emissora musical per a tota mena d'oïdores, amb programes de servei públic. Creada el 23 d'abril de 1972.
- hr4: Radio per al públic de la tercera edat. Ofereix informació local, entreteniment i música schlager alemanya. Va començar a emetre el 6 d'octubre de 1986.
- hr-info: Radio d'informació contínua, creada el 30 d'agost de 2004.

Les següents emissores només estan disponibles en DAB i internet.
- YOU FM: Radiofórmula dirigida al públic jove. Es va posar en marxa l'1 de gener de 2004.

### Televisió
HR produeix per mitjà de l'organització ARD-Sternpunkt els canals per a l'ARD, tant al nacional Das Erste com en la resta de canals on la corporació hi participa (3sat, KiKA, Arte, Phoenix, ARD Digital). A més posseeix un canal propi per a Hesse:
- hr-fernsehen: Va començar les seves emissions el 5 d'octubre de 1964 i ofereix programes de proximitat i servei públic. A més, també per mitjà de l'organització ARD-Sternpunkt dona suport tècnic a la resta de canals públics dependents de ARD per a la resta d'Alemanya per a la seva difusió.

### Organitzacions musicals
- hr-Sinfonieorchester: orquestra simfònica fundada en 1929 com l'«orquestra simfònica de la ràdio de Frankfurt», està especialitzada en música clàssica. El seu actual director és el colombià Andrés Orozco Estrada.[4]
- hr-Bigband: big band creada en 1946 i especialitzada en jazz i gèneres contemporanis. El seu actual director és Jim McNeely.